# Stazione di Carisio
La stazione di Carisio è una stazione ferroviaria della linea Santhià-Arona, la cui circolazione è interrotta dal 2012, posta nel comune di Carisio.

## Storia
Situato in aperta campagna a poco più di 1 km a sud dal centro abitato, l'impianto fu attivato il 16 gennaio 1905, in occasione dell'apertura del primo tratto fra Santhià e Borgomanero della linea Santhià-Arona.
Il movimento era svolto in regime di giunto telefonico mediante il quale il Dirigente Unico coordinava il personale addetto al movimento della stazione nell'effettuazione di incroci e precedenze.
Nel 1987, con l'introduzione sulla linea ferroviaria del sistema di Controllo centralizzato del traffico, la stazione venne dotata di apparato ACEI, che sostituì i precedenti impianti per la manovra degli enti del piazzale comandati manualmente dal personale. Tale sistema ha permesso il controllo a distanza, mediante Dirigente Centrale Operativo.
Dal 2000 la gestione dell'intera linea, e con essa quella della stazione di Carisio, passò in carico a Rete Ferroviaria Italiana la quale ai fini commerciali classifica l'impianto nella categoria "Bronze".
Dal 2003 la stazione risulta soppressa al traffico viaggiatori e attiva solo come posto di movimento.

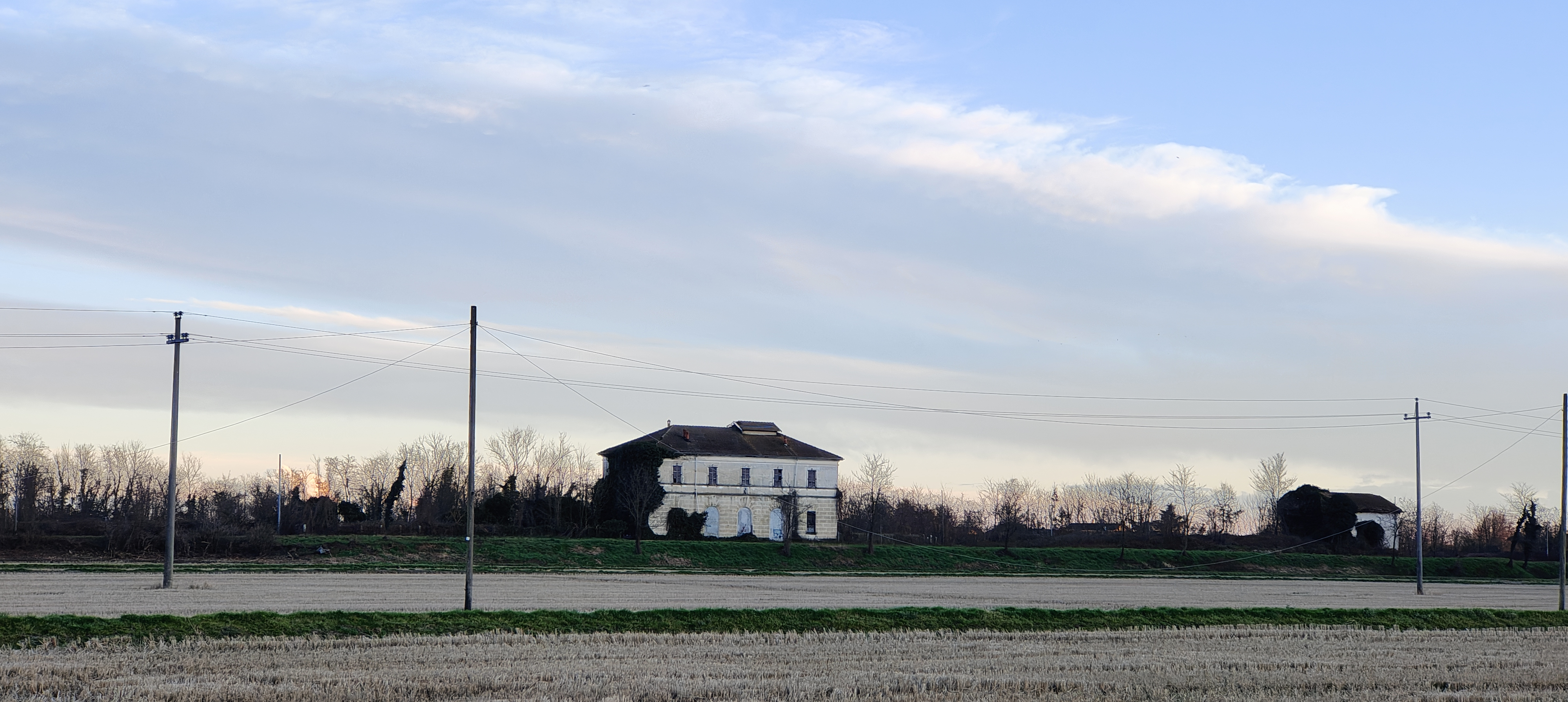
La stazione, distante 1490mt. dal Comune, vista dalla provinciale 52 (strada cimitero cittadino per Vettignè)

La stazione rimase senza traffico dal 17 giugno 2012, per effetto della sospensione del servizio sulla linea.

## Strutture e impianti
La stazione è dotata di 2 binari passanti, di cui il secondo di corretto tracciato e il primo per gli incroci e precedenze con i deviatoi percorribili a 60 km/h. L'impianto era telecomandato a distanza con il sistema CTC, mediante il Dirigente Centrale Operativo di Torino Lingotto.

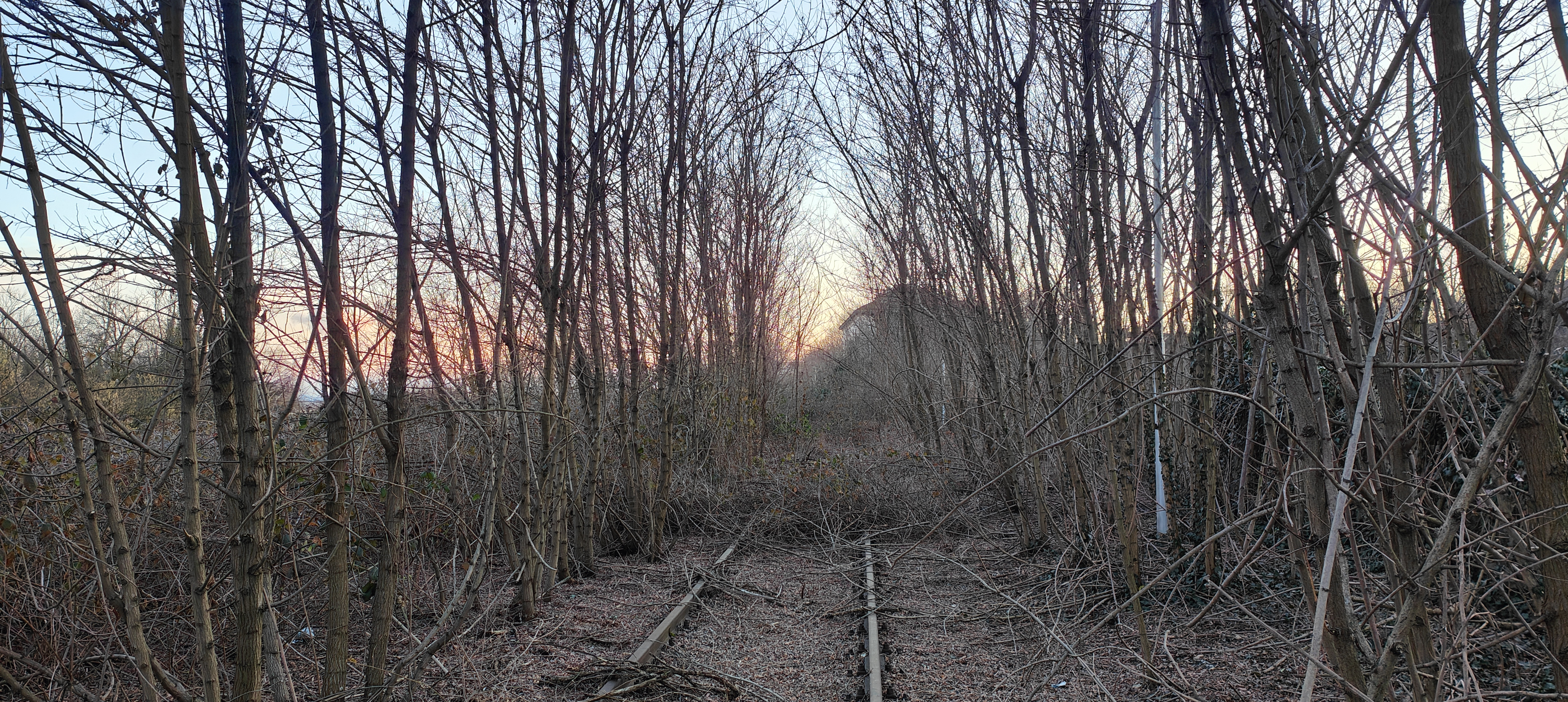
Binario in direzione Santhià. In fondo si intravede il fabbricato viaggiatori (febbraio 2024)

Il fabbricato viaggiatori fu chiuso in occasione all'automatizzazione della linea e i relativi accessi sono stati murati. Ospitava anche l'ufficio dirigenza del movimento.

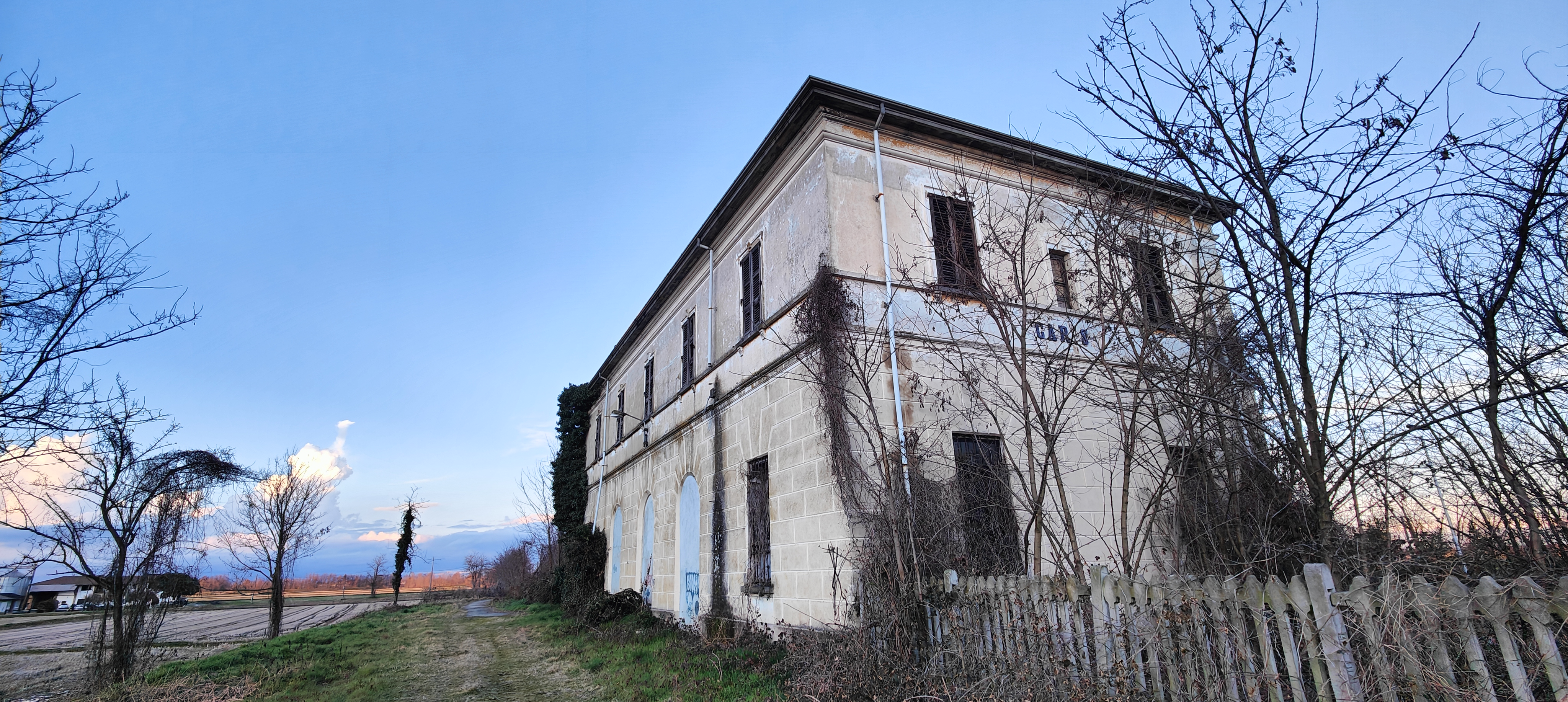
Il fabbricato viaggiatori di Carisio